# Jala neti
Jala neti est une technique de yoga, qui permet de rincer et nettoyer les cavités nasales à l'aide d'une cruche spéciale (Neti Lota) remplie d'eau tiède salée. 
Pratiquée quotidiennement lors de la toilette matinale par les adeptes indiens de yoga, la technique est connue en Occident, mais n'est employée que lors de rhumes et autres maladies qui touchent les sinus, avec l'avantage de guérir plus vite. Elle se fait alors sous la forme de pulvérisation (récipient sous pression, avec de l'eau de mer par exemple, voire des vasoconstricteurs) ou de lavement (ampoules plastiques) de sérum physiologique, conseillé pour les bébés en France par l'assurance maladie qui reprend la technique du jala neti sans la nommer. L'avantage de la pratique du Jala neti est que le sérum entre dans une narine pour en ressortir par l'autre, ce qui assure un nettoyage parfait contrairement à la simple pulvérisation qui n'atteint pas le nez au plus profond.

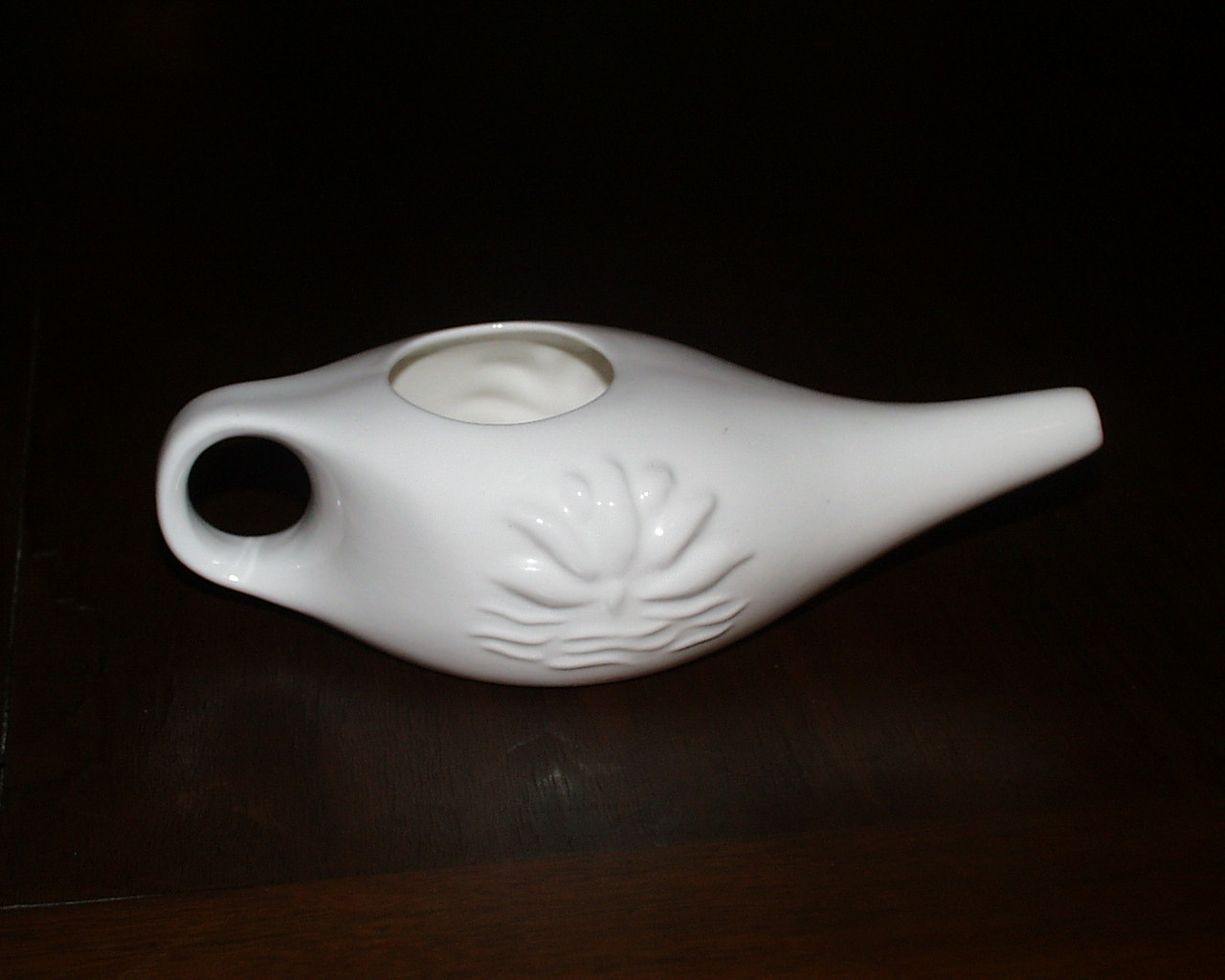
Un pot neti.

Cette pratique permet, outre le fait de nettoyer les cavités nasales, de favoriser la guérison de certaines maladies des yeux et de la sphère ORL. 

## Méthode
- Remplir un Neti Lota d'eau tiède salée (idéalement en utilisant de la fleur de sel ou un sel prévu à cet effet vendu notamment en pharmacie ou dans les boutiques spécialisées : magasin bio par exemple. Cela pour éviter d'éprouver une sensation de brûlure dans le nez).
- Insérer l'embout dans la narine gauche, puis incliner la tête vers la droite tout en versant l'eau dans la narine. Au bout de quelques instants, l'eau doit s'écouler par la narine opposée.
- Souffler par le nez pour évacuer l'humidité.
- Recommencer la procédure de l'autre côté.
- Une fois le nettoyage terminé, insister sur l'expiration pour se sécher les narines.

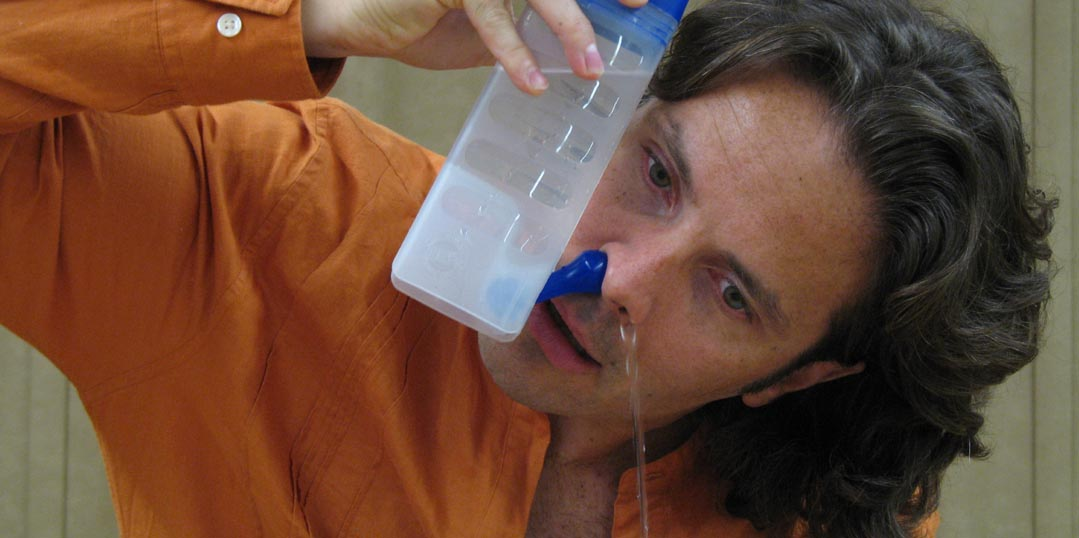
Passage du liquide salé dans le nez tête penchée d'un côté, puis même chose de l'autre côté.

Jala neti doit être pratiqué quotidiennement. Plusieurs fois par jour peuvent être nécessaire en cas de rhume, sinusite, allergies, etc.

## Précautions
- Bien placer la tête afin que l'eau ne passe que par le nez et ne s'écoule pas en permanence dans la gorge.
- Le nez doit être bien séché après la pratique. Dans le cas contraire, les conduits peuvent subir une irritation et donner des sensations désagréables ressemblant à celles causées par le rhume.
- Il ne faut pas souffler trop fort lors du séchage, au risque de léser l'intérieur du nez et d'éprouver des douleurs aux oreilles.
- Il faut veiller à utiliser une eau stérile afin d'éviter toute forme de contamination par des bactéries ou des amibes.

## Informations complémentaires
- Les différences entre les narines (déviation de la cloison nasale, différences de tailles entre les cornets etc.) sont courantes parmi la population, il est donc possible que l'eau s'écoule plus ou moins bien d'une narine à l'autre. Cela n'est pas gênant.
- Une sensation de brûlure et un rougissement des yeux peuvent apparaître au début de la pratique. Cela doit disparaître rapidement.